# دوغ قلات
دوغ قلات (به لاتین: Dugh Ghalat) یک منطقهٔ مسکونی در افغانستان است که در ولسوالی ارگو واقع شده‌است.